# 윤순례
작가 윤순례는 1967년 전북 부안에서 태어났다. 추계예술대학교에서 문예창작학과를 다니며 소설을 전공했고, 대학교를 졸업 한 후에는 잡지사와 출판사에서 편집자로 일했다. 그녀는 1996년 문예중앙 제19회 신인문학상에 중편소설 '여덟 색깔 무지개'가 당선되어 등단하였다.

## 수상
- 한국문화예술진흥원 소설부문 신진예술가상(2003)
- 제29회 오늘의 작가상(2005년)
- 아르코문학상(2012년)

## 작품
- 아주 특별한 저녁 밥상(2005년)
- 붉은 도마뱀(2007년)
- 낙타의 뿔(2013년)
- 공중 그늘 집(2016년)

## 참고 링크
- http://bookdb.co.kr/bdb/PersonDictionary.do?_method=writerDetail&prsnNo=24872288
- http://people.search.naver.com/search.naver?where=nexearch&query=%EC%9C%A4%EC%88%9C%EB%A1%80&sm=tab_etc&ie=utf8&key=PeopleService&os=170532